# Спасибо, родная!
«Спасибо, родная» — песня Виктора Резникова, написанная в 1991 году. После гибели автора песня обрела популярность в исполнении Михаила Боярского.

## Создание
Виктор Резников посвятил эту песню своей жене Людмиле. Исполнялась автором.

## Версия Михаила Боярского
Михаилу Боярскому песня показалась слишком короткой, поэтому по его просьбе поэт Алексей Римицан дописал третий куплет
Вы мои плоть и кровь 
Так счастливо спите, 

Если видит Господь,  

Пусть будет защитой вам. 

 
И больше, может быть,  

Мне не о чем молить.  

Ты сладко спишь,
А я шепчу тебе, родная.
А первая строчка первого куплета была изменена с «Тенью юной любви в нас прячется память...» на «Сладкий сон погасил глаз ласковых пламя...».

## Дополнительные факты
- В 1999 году песню «Спасибо, родная» исполнил Виктор Салтыков в передаче «Музыкальный ринг».